# 明轩

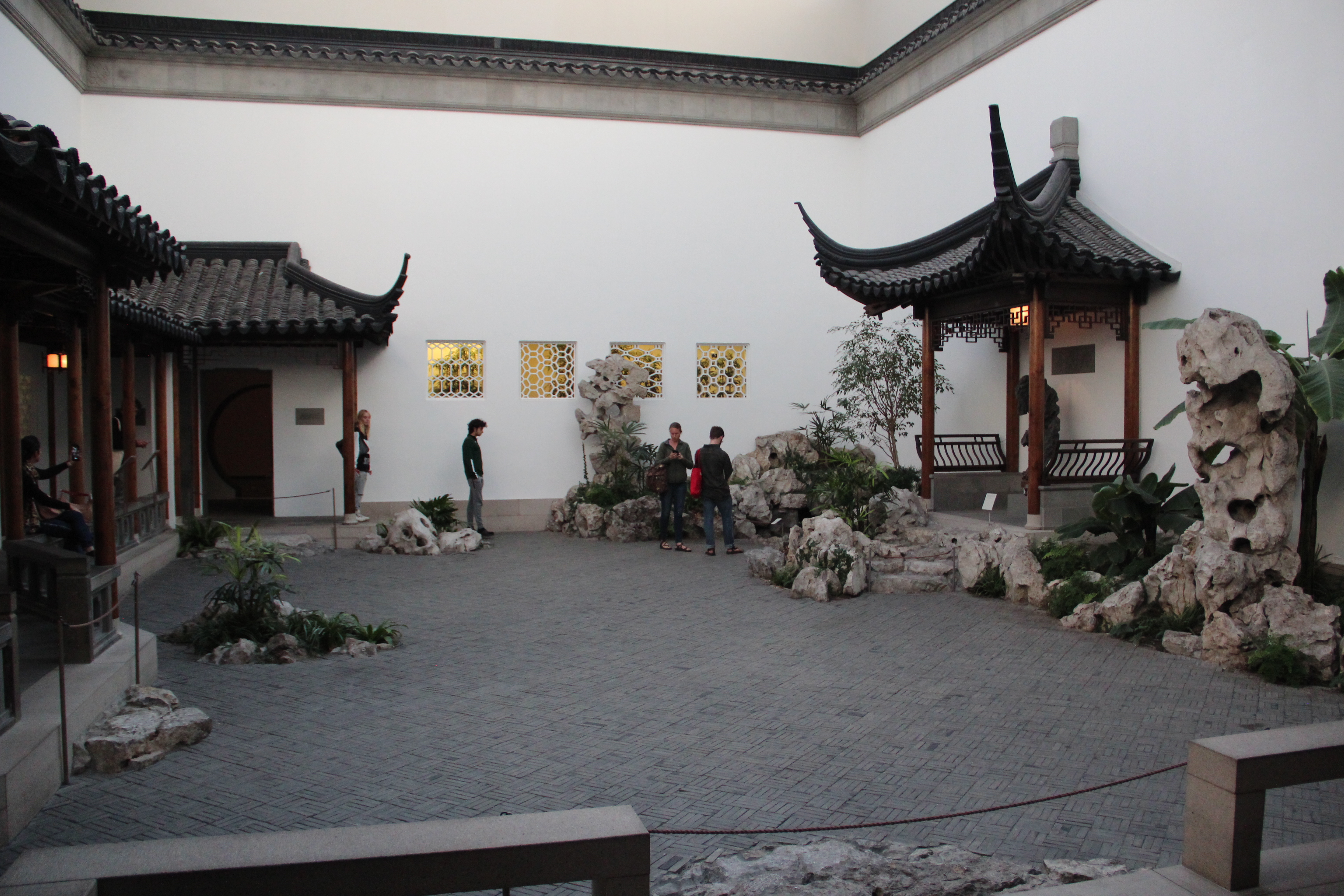
位于大都会博物馆二楼的明轩

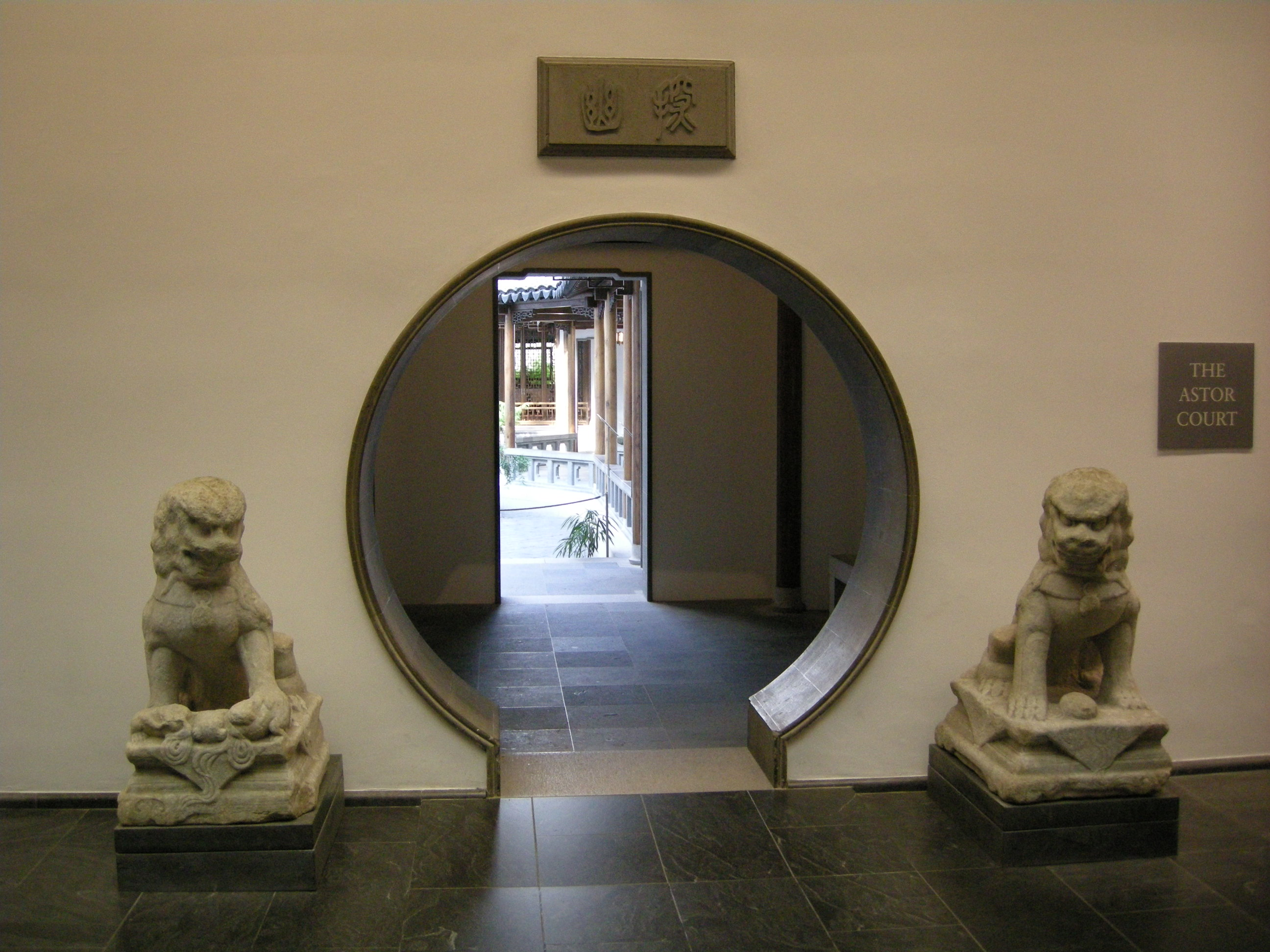
明轩入口月洞门

明轩（英語：Ming Hall），又名阿斯特庭院（Astor Court），是位于美国纽约大都会艺术博物馆的一座中国古典庭院，仿苏州网师园殿春簃建造而成。这是中美两国之间首个永久性文化交流项目，并开启了中国“园林出口”的先河。

## 历史
1976年，大都会博物馆通过文森·阿斯特基金购得一批中国明代家具。为了给这批家具打造一个合适的陈设背景，文森·阿斯特基金负责人、大都会博物馆董事布鲁克·阿斯特夫人愿意出资建造一座中国式庭院。1977年，大都会博物馆亚洲艺术顾问、普林斯顿大学艺术考古系主任方闻访问中国，与同济大学建筑系教授、古园林专家陈从周商讨此事。陈从周提议仿照苏州古典园林网师园中的殿春簃建造一座明式庭院，称为“明轩”。陈从周之师张大千就曾寓居于网师园，因而他对这座园林十分了解。网师园是苏州园林“小园极则”的典范之作，“少而精、以少取胜”，陈从周与方闻商议后认为这是衬托明代家具的最佳背景。
1978年5月中国国务院同意这一提议后，9月国家建委决定成立“苏州园林管理处援外殿春簃”工程班子，由苏州市城建局负责完成设计图纸与模型。12月，中国驻美联络处文化参赞谢启美代表中方与大都会博物馆签订了建造合同。根据合同，先在苏州东园建造一套实样，第二套再运往美国。中方相当重视这一项目，特批从四川调运珍贵楠木用作梁柱材料。中华人民共和国建立后仅有毛主席纪念堂等重要项目采用楠木建造。1979年4月第一套明轩建成。次月，阿斯特夫人与著名建筑师凯文·洛奇等访问苏州视察了明轩实样。年底，明轩项目总共193箱构件运抵纽约，由苏州市园林管理处副处长章表荣带领的27人施工团队也同期抵达。1980年1月，明轩拼装施工在大都会博物馆展开。经过五个月的施工，明轩于当年5月建成，并于6月正式对外开放。